# 大岩誠
大岩 誠（おおいわ まこと、1900年（明治33年）7月8日 - 1957年（昭和32年）1月11日）は、日本の政治学者。専門は政治思想史。

## 来歴
東京出身。1926年京都帝国大学法学部卒、同助教授となるが、1933年滝川事件で滝川教授の休職処分に抗議し辞職。立命館大学教授兼図書館長となり、満鉄調査局を経て、戦時期には東南アジア、南アジアの独立運動を研究。
戦後1948年公職追放。日本電報通信社広告室（現：電通）、カトリック通信社などに勤め、1951年南山大学教授。
18世紀フランス啓蒙思想、イタリア・ルネサンスの思想原典（多賀善彦名義を含め）の翻訳を行った。
1957年1月11日、心臓衰弱のため死去、享年56歳。

## 著書

### 単著
- 『新社会設計図』甲文堂書店〈最近経済問題叢書〉、1936年3月。NDLJP:2386199 NDLJP:2389713。
- 『安南民族運動史概説』ぐろりあ・そさえて〈ぐろりあ文庫 6〉、1941年11月。
- 『南アジア民族政治論』万里閣〈国防文化撰書 4〉、1942年5月。NDLJP:1459137。
- 『仏印行政制度概説』南満洲鉄道東亜経済調査局〈経済資料 通巻第205〉、1943年10月。NDLJP:1453605。
- 『政治思想発達史』三元社〈学生文庫 第6輯〉、1948年10月。

### 監修
- 仏印経済部綜合統計課 編『仏印統計書』国際日本協会訳編、国際日本協会〈大東亜統計叢書 第1部 3〉、1942年6月。NDLJP:1903585。

### 共著
- 小池四郎『高岳親王の御事蹟』日本南方協会、1942年3月。NDLJP:1057749 NDLJP:1091841。

### 翻訳
- ジヤネ『サン・シモン及びサン・シモニズム』大鐙閣、1928年10月。
- エラ・マイアール『婦人記者の大陸潜行記 : 北京よりカシミールへ』創元社、1938年。多賀善彦 訳名義
- 『マキアヴェルリ選集1 君主論』創元社、1940年。多賀善彦 訳名義
  - マキアヴェルリ『君主論』酣燈社〈学生文庫〉、1951年6月。
  - マキアヴェルリ『君主論』角川書店〈角川文庫〉、1967年4月。
  - マキアヴェッリ『君主論』（新版解説・大澤真幸）角川学芸出版〈角川ソフィア文庫〉、2012年8月。ISBN 9784044086091。新装改版
- 『マキアヴェルリ選集2・3 ローマ史論』創元社、1940年。多賀善彦 訳名義
  - マキアヴェルリ『ローマ史論』 全3巻、岩波書店〈岩波文庫〉、1949-1950年。復刊1990年、1996年
- 『マキアヴェルリ選集5・6 フイレンツェ史』[2]創元社、1940年。多賀善彦 訳名義
  - マキアヴェルリ『フィレンツェ史』 上・下、岩波書店〈岩波文庫〉、1954年4月-1960年2月。復刊1989年、1997年
- アナトール・フランス『現代史Ⅱ 柳のひとがた』白水社〈アナトオル・フランス長篇小説全集 第4巻〉、1941年2月。再版1951年
- T.E.エンニス『印度支那 フランスの政策とその発展』生活社、1941年4月。
- モンテスキュー『ローマ人盛衰原因論』岩波書店〈岩波文庫〉、1941年5月。NDLJP:1907136 NDLJP:2127078。一穂社、2004年
  - モンテスキュー『ローマ史論』斎藤書店、1948年10月。NDLJP:1042640。
- アンリ・ムオ『タイ・カンボヂア・ラオス諸王国遍歴記』改造社、1942年12月。NDLJP:1044053 NDLJP:1878120。
  - アンリ・ムオ『インドシナ王国遍歴記 アンコール・ワット発見』（新版）中央公論新社〈中公文庫〉、2002年2月。ISBN 9784122039865。
  - アンリ・ムオ『アンコール ワットの「発見」 タイ・カンボジア・ラオス諸王国遍歴記』（電子書籍も刊）まちごとパブリッシンブ、2018年。ISBN 9784861433368。
- モンテスキュー『ペルシア人の手紙 上』斎藤書店、1948年5月。NDLJP:1132635。
  - モンテスキュー『ペルシア人の手紙』 上・下、岩波書店〈岩波文庫〉、1950年12月-1951年1月。復刊1997年、2007年
- マキアヴェルリ『マンドラゴラ』岩波書店〈岩波文庫〉、1949年6月。[3]
- シエイエス『第三階級とは何か 他二篇』岩波書店〈岩波文庫〉、1950年5月。復刊1989年ほか
- カムパネルラ『太陽の都』岩波書店〈岩波文庫〉、1950年8月。一穂社、2004年
- モルリイ『自然の法典』岩波書店〈岩波文庫〉、1951年11月。復刊1996年ほか

### 共訳
- グイ・ポレ、エヴリーヌ・マスペロ『カムボヂァ民俗誌 クメール族の慣習』浅見篤 共訳、生活社、1944年5月。
  - グイ・ポレ、エヴリーヌ・マスペロ『カムボヂァ民俗誌 クメール族の慣習』浅見篤 共訳（復刻版）、大空社〈アジア学叢書 175〉、2008年1月。ISBN 9784283005372。
- J.B.デュロゼル『カトリックの歴史』岡田徳一 共訳、白水社〈文庫クセジュ 149〉、1954年11月。
  - J.B.デュロゼル『カトリックの歴史』岡田徳一 共訳（改訳版）、白水社〈文庫クセジュ 149〉、1967年6月。